# Panther
Panzerkampfwagen V Panther a fost un tanc de luptă din Germania nazistă și folosit în al Doilea Război Mondial de la jumătatea anului 1943 până la sfârșitul războiului în Europa (1945). A fost creat pentru a compensa tancul inamic T-34 și să substituie Panzer III și Panzer IV, dar până la urmă a servit împreună cu ele și cu tancul greu Tiger I.
Combinația excelentă între putere de foc, mobilitate și protecție a servit ca model pentru proiectele de tancuri ale altor națiuni chiar și după război, fiind considerat unul dintre tancurile cele mai bune în cel de-al Doilea Război Mondial
Până în 1944 a fost numit Panzerkampfwagen V Panther și numele în inventar era Sd.Kfz. 171. Pe 27 februarie 1944 Hitler ordonă ca tancurile să fie numite doar cu numele Panther.

## Dezvoltare și producție

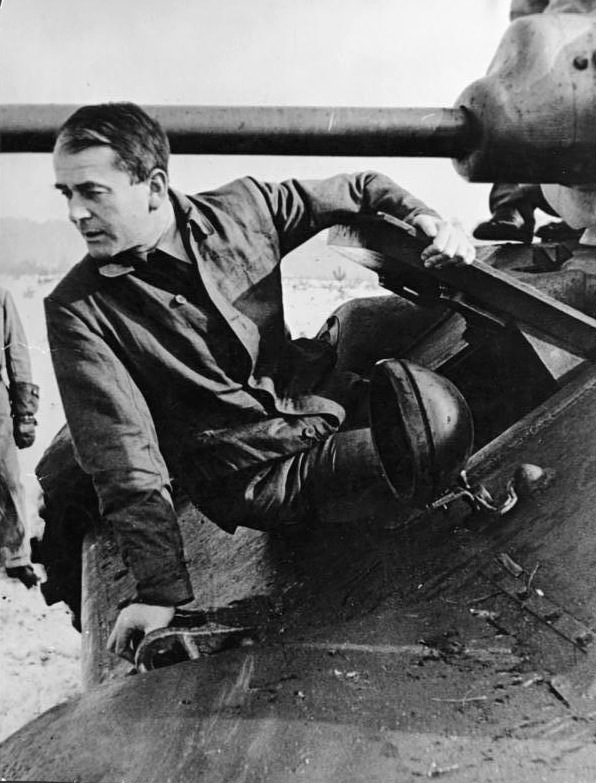
Albert Speer examinează un T-34 în iunie 1943

Panther a fost răspunsul direct la tancul sovietic T-34. Prima întâlnire cu un astfel de tanc a fost pe 23 iunie 1941, întrecând în capacitate Panzer III și IV contemporane. Sovieticii nu aveau încă abilitatea tactică să exploateze superioritatea tehnică a tancului T-34, dar chiar și așa au semănat haos în rândurile germane.
La insistența generalului Heinz Guderian o echipă a fost trimisă pe front pentru a evalua T-34. Caracteristicile tancului sovietic erau: blindajul înclinat, care îmbunătățea grosimea aparentă prin devierea forțelor de perforare. Șenilele erau mai late și galeții mai mari, care îmbunătățeau mobilitatea pe un teren moale, și de asemenea tunul de mare calibru.
Daimler-Benz (DB) și Maschinenfabrik Augsburg-Nürnberg (MAN) au primit sarcina din partea ministrului de armament Albert Speer pentru a proiecta un nou tanc de 30-35 tone, numit VK3002, pentru aprilie din 1942, cu aparenta intenție să-l arate de ziua de naștere a lui Hitler.
Cele două propuneri au fost date în aprilie din 1942. Proiectul Daimler-Benz era asemănător cu proiectul tancului T-34. Evitând înclinarea tradițională de a crea un proiect complicat, s-a făcut unul simplu care avea multe în comun cu T-34, blocul tancului, turela, motorul diesel, suspensiile cu arcuri cu foi, poziția șenilelor și alte caracteristici. Proiectul MAN era mai convențional, cu o turelă mai înaltă și lată situată în partea superioară a blocului, un motor de benzină, suspensie de bară de torsiune și o așezare internă a echipajului tipică.
Proiectul MAN a fost acceptat în mai 1942, chiar dacă Hitler prefera proiectul DB. Un prototip a fost produs în septembrie din 1942, iar după probe a fost oficial acceptat pentru producție în serie. S-a început imediat o producție cu prioritate, dar începutul a fost retrasat pentru că existau puține mașini și instrumente specializate în construcția blocului blindat. Tancurile au fost terminate în decembrie și sufereau unele avarii datorită rapidității de fabricare.
Datorită superiorității temporale pe frontul rusesc, sovieticii au început dezvoltarea unui nou tip de tanc și îmbunătățirii unor tunuri antitanc, din vânătorul de tancuri SU-76 și schimbarea tunului de pe T-34 cu altul de mare viteză, acest lucru s-a întâmplat după ce Panther a stat un timp pe front.
Cererea era atât de mare încât fabricarea a fost mutată repede în afara fabricilor MAN, incluzând Daimler-Benz și din 1943 și firmele Maschinenfabrik Niedersachsen-Hannover și Henschel.
Obiectivul inițial de a produce 250 unități pe lună la MAN; s-a mărit la 600 pe lună în ianuarie 1943. Cu tot efortul, niciodată nu s-a atins această cifră, datorită întreruperilor cauzate de bombardamentele aliate și alte dificultăți. Producția medie în 1943 era de 148 unități pe lună. În 1944 s-a atins cifra de 315 unități pe lună (3777 unități pe an), cu punctul maxim în iulie de 380 tancuri și terminate la sfârșitul lunii martie 1945 cu aproximativ 6000 unități construite.
Cantitate maximă de tancuri de luptă active a fost atinsă pe 1 septembrie din 1944 de 2.304 unități, dar chiar în această lună s-a atins cea mai mare pierdere pe front, 692 tancuri.

## Caracteristici
Exceptând blindajul înclinat și tunul, Panther era un proiect german convențional. Greutatea tancului a crescut de la 35 la 43 tone. Motorul principal era un Maybach HL 230 V-12 de 23 litri cu 700 CP. Motorul propulsa opt roți duble zimțate de oțel și roți de cauciuc pentru fiecare suspensie.

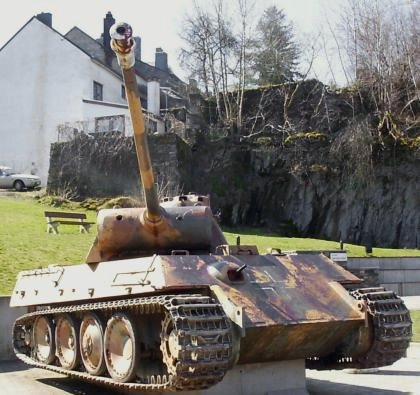
Panther Ausf. G

Controlul tancului se obținea cu ajutorul unei cutii de viteze ZFAK-7-200. Echipa era formată din conductor, operator radio, ochitor, încărcător și comandant. Blindajul era format dintr-o placă de oțel omogen, sudată dar și îmbinată forțat. Modelele originale aveau doar 60 mm blindaj, dar rapid au fost mărite la 80 mm și modelele Ausf. D și ulterioarele au atins 120 mm. De asemenea se dota adesea cu o protecție superficială de 50 mm din Zimmerit (material anti-magnetic).
Tunul principal era un KwK 42 L/70 de 75 mm și cadența 79 focuri și două mitraliere de sprijin MG 34. La început tunul nu avea un calibru foarte mare. Totuși, tunul tancului Panther era unul dintre cele mai puternice din al Doilea Război Mondial, datorită calibrului și lungimii tunului, care asigura proiectilului viteză mare la gura țevii. Viteza mare a proiectilului asigura traiectorie plană (lovitură directă), care de asemenea făcea ca lovirea obiectivelor să fie mai simplă. Tunul de 75 mm, avea capacitate de penetrare mai mare ca tunul de 88mm de pe Tiger I, dar nu mai mare ca la Tiger II.
O dată soluționate problemele cauzate de vulnerabilitatea motorului și ale transmisiei, Panther a demonstrat că este un vehicul de luptă eficient, la fel ca Tiger, dar era mai simplu, mai ieftin de construit și logistic cauza mai puține probleme. În echipele de tanchiști aliați exista o regulă de aur, era nevoie de cinci Sherman-uri pentru a distruge un Panther. Unitățile capturate de sovietici erau menținute în stare de funcționare pentru a putea fi utilizate. Manualul de exploatare Panther (Pantherfibel) a fost tradus în rusă și dat echipajelor care conduceau Panthere capturate.

## Utilizare în România
În luna mai a anului 1946, România a primit 13 tancuri PzKpfw V Panther din stocurile Armatei Roșii. Tancurile au fost utilizate inițial de către Brigada 1 Care de Luptă, ulterior fiind cedate Diviziei Tudor Vladimirescu-Debrețin. Cele 13 tancuri erau modele diferite (Ausf A, Ausf D și Ausf G), într-o stare avansată de uzură. Totuși, ele au fost vopsite și inscripționate cu emblema Armatei Române. Oficial, tancul a primit denumirea T5 Panther, în anul 1948 fiind vopsit cu noua emblemă a Armatei Române (cocarda). În 1950, toate cele 13 tancuri au fost abandonate și înlocuite cu T34/85.
T5 Panther era folosit pentru instrucție, manevre militare și în cadrul paradelor, precum cea de pe 1 mai 1948 de la București. Până la introducerea tancurilor de fabricație sovietică, T5 a fost cel mai greu blindat aflat la dispoziția Armatei Române.

## Variante
- Prototipurile V1 și V2
- Panther Ausf D - a fost prima versiune, produsă în ianuarie 1943. Primele câteva au fost numite Ausfuehrung A1, mai târziu redenumit D1, pentru a evita confuzia cu noile modele din serie. Această versiune avea probleme, care au fost rezolvate parțial pe D2. Primele 20 au fost caracterizate de primele tunuri de 75 mm KWK 42 L/70. Turela a fost echipată cu cupolă în formă de cilindru, prevăzută cu șase fante de vedere, iar viziunea de ansamblu a fost limitată.

- Panther Ausf A - Producția de Ausfuehrung A început în iulie 1943 după ce Hitler a insistat pe modernizarea blindajului, mai ales panta din față. În același timp, s-au efectuat o serie întreagă de modificări, inclusiv rezolvarea majorității problemelor anterioare. Pe plan extern, principala diferență a fost adoptarea unei noi cupole de comandant, turnată, emisferică și prevăzută cu un inel. A fost a doua versiune produsă, Aceasta avea aproximativ o greutate de 48 de tone, greutatea inițială planificată pentru tancul greu Tiger I.

- Panther Ausf G - Ultima variantă care a intrat în producție, blindajul lateral este îngroșat și turela modificată.

- Panther Ausf F

- Ersatz M10 - Panther deghizat ca un distrugător de tancuri M10, Operațiunea Greif, Belgia, decembrie 1944. Acestea au fost transformate prin sudarea unor foi de metal suplimentare la turelă și cocă. Acestea au păcălit cu greu pe cineva. Aproximativ 10 tancuri Ersatz M10 au făcut parte din Brigada specială 150 a lui Skorzeny, care a participat la primele etape ale Ofensivei din Ardeni.